# Patryk Szysz
Patryk Szysz (* 1. April 1998 in Lublin) ist ein polnischer Fußballspieler, der beim türkischen Erstligisten Istanbul Başakşehir FK unter Vertrag steht.

## Karriere

### Verein
Szysz begann seine Karriere bei Górnik Łęczna. Im April 2016 stand er gegen Korona Kielce erstmals im Profikader des Erstligisten. Im August 2016 wurde er an den Viertligisten Motor Lublin verliehen. Für diesen kam er in der Saison 2016/17 zu 24 Einsätzen in der vierten Liga, in denen er vier Tore erzielte. Nach dem Ende der Leihe kehrte er zur Saison 2017/18 zu Górnik Łęczna zurück, das inzwischen in die 1. Liga abgestiegen war. In dieser kam er in der Saison 2017/18 zu 33 Einsätzen, in denen er zehn Tore erzielte. Mit Łęczna stieg er jedoch direkt in die 2. Liga ab. Daraufhin wurde er im August vom Erstligisten Zagłębie Lubin unter Vertrag genommen, wurde jedoch noch bis zur Winterpause der Saison 2018/19 an Łęczna verliehen.
Nach dem Ende der Leihe debütierte er im März 2019 in der Ekstraklasa. Im Mai 2019 erzielte er bei einem 1:1-Remis gegen Legia Warschau sein erstes Tor in der höchsten polnischen Spielklasse. In seiner ersten Saison in der Ekstraklasa kam er zu fünf Einsätzen, in denen er ein Tor erzielte.

### Nationalmannschaft
Szysz debütierte im September 2019 gegen Lettland für die polnische U-21-Auswahl.